# Ópera revolucionaria coreana

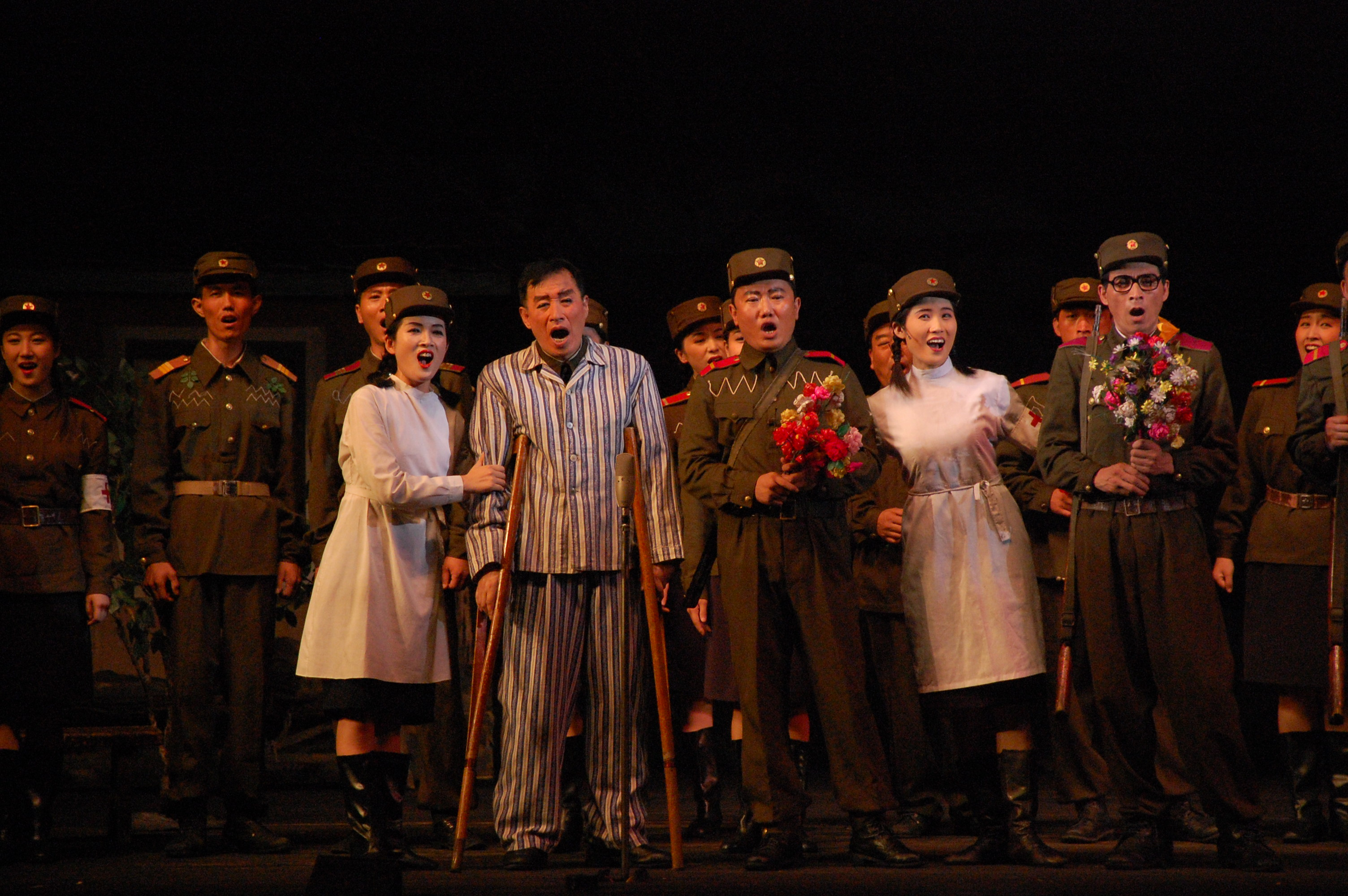
Una actuación de ópera en Pyongyang

La ópera revolucionaria coreana es una tradición de la ópera revolucionaria en Corea del Norte basada en la de China durante la Revolución Cultural . Se caracteriza por un estilo muy melodramático y temas recurrentes de patriotismo y glorificación de la Idea Juche, el presidente Kim Il-sung y el pueblo trabajador , así como un enfoque en temas realistas socialistas . Los compositores de la ópera revolucionaria de Corea del Norte son empleados del gobierno de Corea del Norte y los principios fundamentales de la ópera revolucionaria de Corea del Norte fueron dictados por Kim Jong-il en su discurso (más tarde transcrito al libro) Sobre el arte de la ópera.

## Las cinco grandes óperas revolucionarias

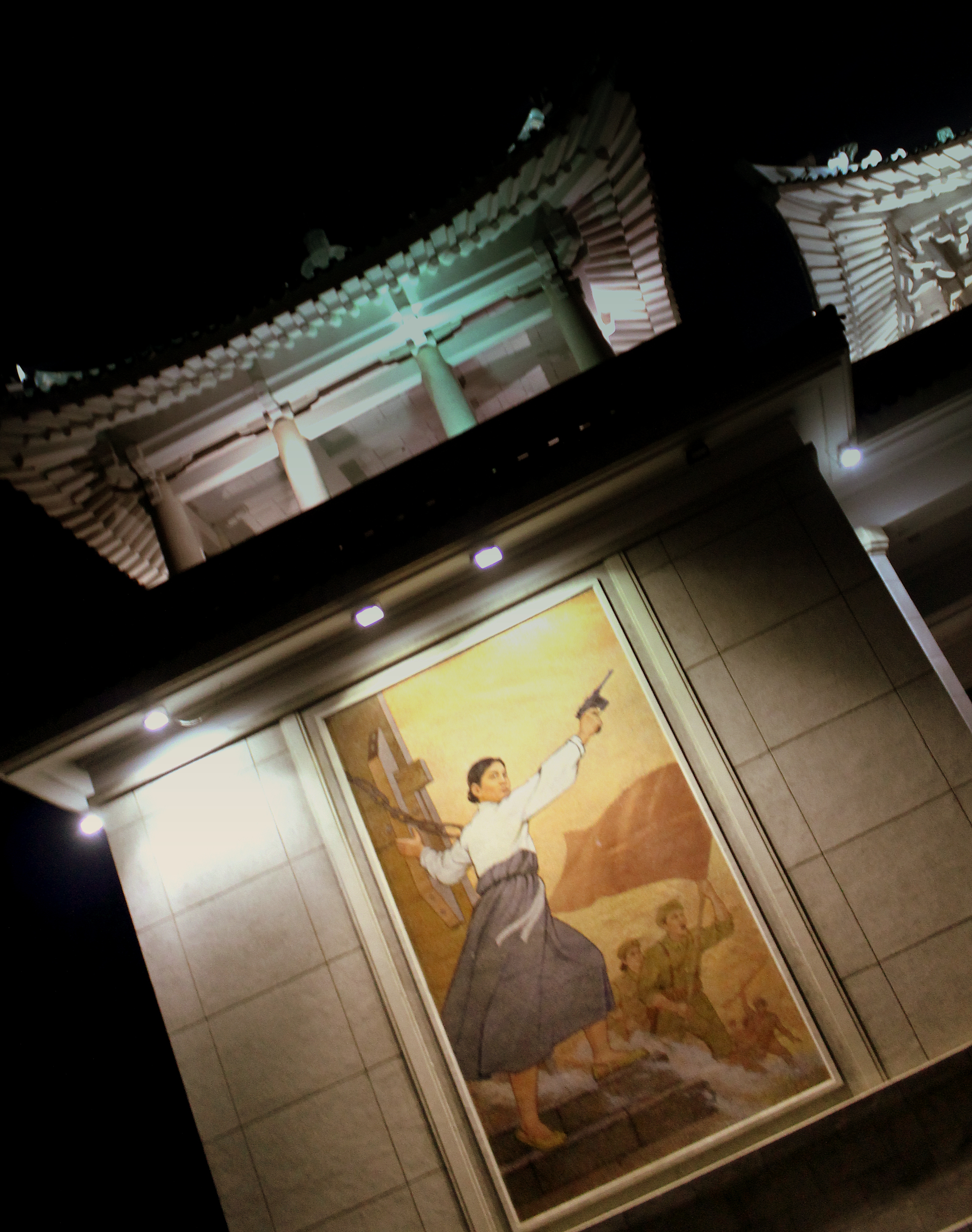
Escena del Mar de sangre pintada como mural en el Gran Teatro de Pyongyang, donde se estrenó la ópera

### Mar de sangre
Mar de sangre , la ópera revolucionaria norcoreana más famosa, dramatiza la lucha de una madre coreana y su familia en la Manchuria ocupada por los japoneses en la década de 1930, donde Kim Il-sung era un guerrillero. La familia está sujeta a muchos horrores bajo el régimen japonés, antes de que finalmente se unan a la revolución comunista y destruyan a sus opresores. El título se refiere a las acciones del ejército japonés que el héroe describe como haber "convertido al país en un mar de sangre".

### La chica de las flores
La Chica de las Flores también se desarrolla durante la ocupación japonesa en la década de 1930, aunque en la propia Corea, no en Manchuria. Cuenta la historia de una pobre vendedora de flores y su lucha contra un terrateniente codicioso, que finalmente es derrocado por la gente. También se hizo película (La chica de las flores).

### Una verdadera hija del partido
Una verdadera hija del partido se desarrolla durante la Guerra de Corea y sigue a Kang Yong-ok, una enfermera y soldado contra las fuerzas estadounidenses bajo la bandera del Ejército Popular de Corea . El tema principal, "¿Dónde estás, querido general?", Es un himno al general Kim Il-sung, atribuido a Kim Jong-il como compositor.

### La canción del monte Kumgang
Nuevamente ambientada durante y después de la ocupación japonesa, La canción del monte Kumgang  cuenta la historia de una familia separada durante la ocupación que se reúne veinte años después y vive una vida feliz bajo el nuevo sistema comunista. Según la descripción de la República Popular Democrática de Corea, "la ópera representa la transformación de la zona montañosa, una vez sin valor bajo la opresión japonesa, en el paraíso de la gente a través de la representación de la vida alegre de las niñas locales y la experiencia personal del héroe Hwang".

### Habla con el Bosque
Habla con el Bosque es la historia de Choe Byong-hung, un revolucionario que pretende servir a los japoneses durante la ocupación, pero sufre la ira de la gente de su aldea, que encuentra su engaño demasiado convincente. Su hija se suicida debido a la vergüenza de ser "hija del jefe de la aldea títere", después de lo cual Choe atrae a las fuerzas japonesas a una trampa en la que él también muere.
Habla con el Bosque fue criticado por Kim Jong-il en Sobre el arte de la ópera por hacer que el héroe muriera antes de presenciar el momento de la victoria, además de apegarse al "patrón anticuado" de usar exclusivamente canciones, no una mezcla de canciones. y habla.